# Lista siturilor arheologice din județul Vrancea - P
Lista siturilor arheologice din județul Vrancea - P conține toate siturile arheologice din județul Vrancea înscrise în Repertoriul Arheologic Național (RAN) și aflate în localități al căror nume începe cu litera P. RAN este administrat de Ministerul Culturii și Patrimoniului Național și cuprinde date științifice, cartografice, topografice, imagini și planuri, precum și orice alte informații privitoare la zonele cu potențial arheologic, studiate sau nu, încă existente sau dispărute.
Puteți căuta un sit din localitățile care încep cu litera P folosind formularul de mai jos sau puteți naviga prin toate siturile din județ la Lista siturilor arheologice din județul Vrancea.
| Cod RAN                                   | Denumire | Localitate                      | Adresă       | Datare                                 | Descoperit | Coordonate | Imagine           | Erori            |
| ----------------------------------------- | --- | ------------------------------- | ------------ | -------------------------------------- | ---------- | ---------- | ----------------- | ---------------- |
| 176524.01.01 (Cod LMI: VN-I-s-B-06390)    | Situl arheologic de la Pădureni - "Pițigoi" / ansamblu anonim (Categorie: locuire civilă) (Tip: Așezare)        | sat Pădureni, comuna Jariștea   | Pițigoi      | getică sec. I a. Chr. - sec. I d. Chr. |            |            | Încărcați imagine | Raportați eroare |
| 176524.01.02 (Cod LMI: VN-I-s-B-06390)    | Situl arheologic de la Pădureni - "Pițigoi" / ansamblu anonim (Categorie: locuire civilă) (Tip: așezare)        | sat Pădureni, comuna Jariștea   | Pițigoi      | Monteoru                               |            |            | Încărcați imagine | Raportați eroare |
| 176524.01.03 (Cod LMI: VN-I-s-B-06390)    | Situl arheologic de la Pădureni - "Pițigoi" / ansamblu anonim (Categorie: locuire civilă) (Tip: așezare)        | sat Pădureni, comuna Jariștea   | Pițigoi      |                                        |            |            | Încărcați imagine | Raportați eroare |
| 175402.01.01 (Cod LMI: VN-I-s-B-06391)    | Așezarea Cucuteni de la Pietroasa - "Dealul Înalt" / ansamblu anonim (Categorie: locuire civilă) (Tip: Așezare) | sat Pietroasa, comuna Bolotești | Dealul Înalt | Cucuteni                               |            |            | Încărcați imagine | Raportați eroare |
| 175064.01.01                              | Schitul medieval Brazi de la Focșani / ansamblu anonim (Categorie: construcție de cult) (Tip: Schit)            | oraș Panciu                     | Schitu Brazi |                                        |            |            | Încărcați imagine | Raportați eroare |
| 174995.01.01 (Cod LMI: VN-I-m-B-06389.03) | Situl arheologic de la Pădureni / ansamblu anonim (Categorie: locuire) (Tip: Așezare)                           | sat Pădureni, oraș Mărășești    |              | Monteoru                               |            |            | Încărcați imagine | Raportați eroare |
| 174995.01.02 (Cod LMI: VN-I-m-B-06389.04) | Situl arheologic de la Pădureni / ansamblu anonim (Categorie: locuire) (Tip: Necropolă)                         | sat Pădureni, oraș Mărășești    |              | Monteoru                               |            |            | Încărcați imagine | Raportați eroare |
| 174995.01.03 (Cod LMI: VN-I-m-B-06389.02) | Situl arheologic de la Pădureni / ansamblu anonim (Categorie: locuire) (Tip: Așezare)                           | sat Pădureni, oraș Mărășești    |              |                                        |            |            | Încărcați imagine | Raportați eroare |
| 174995.01.04 (Cod LMI: VN-I-m-B-06389.01) | Situl arheologic de la Pădureni / ansamblu anonim (Categorie: locuire) (Tip: Așezare)                           | sat Pădureni, oraș Mărășești    |              | carpică                                |            |            | Încărcați imagine | Raportați eroare |